# Ján Ruman Driečny (starszy)
Ján Ruman-Driečny starszy (ur. 1780, zm. po 1840 r.) – słowacki pasterz, myśliwy i przewodnik tatrzański. Pochodził ze wsi Stwoła na Spiszu. Był świetnym znawcą Tatr, a w szczególności dolin Mięguszowieckiej oraz Batyżowieckiej.
30 lipca 1840 wraz z Eduardem Blásym jako pierwsi stanęli na Rysach. Szczyt ten zdobyli po podejściu od strony przełęczy Waga (było to również pierwsze wejście na przełęcz).
Jego wnuk Ján Ruman Driečny młodszy był znanym przewodnikiem tatrzańskim.